# Hellend scheprad

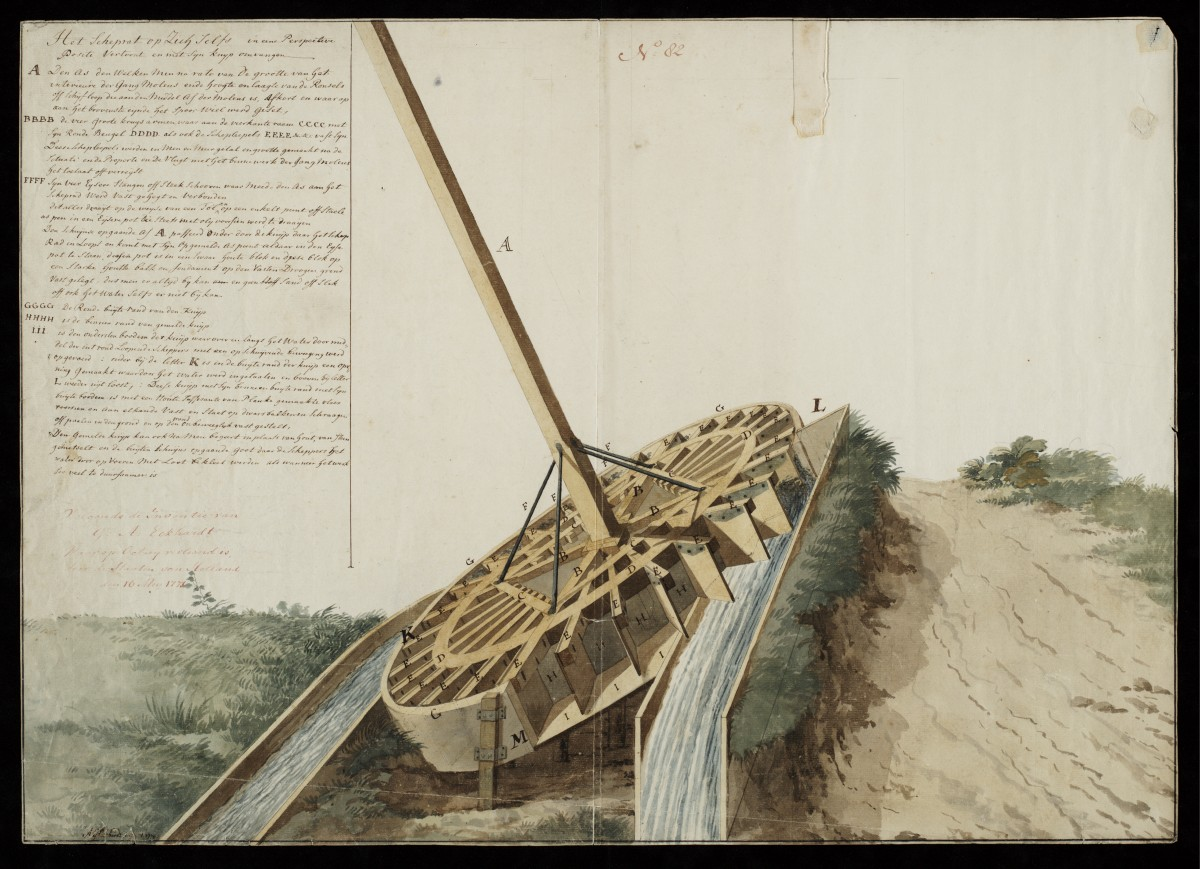
Impressie van een hellend scheprad

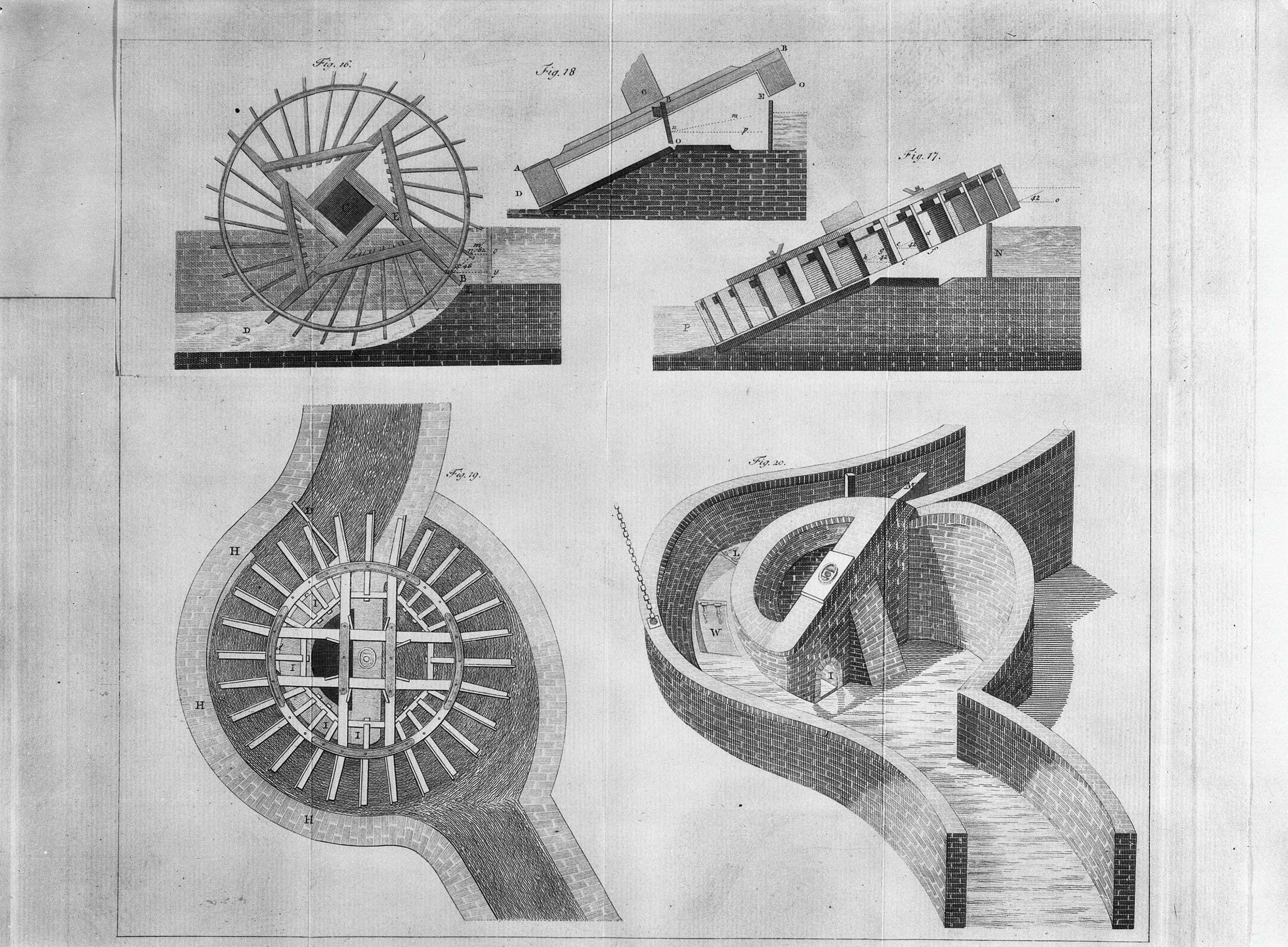
metselwerk ten behoeve van een hellend scheprad

Het hellend scheprad is een scheprad, dat in 1771 werd uitgevonden door Anthoine George Eckhardt. De nog bekende schepraderen hadden een diameter van 6,88 meter en draaiden onder een helling van 25°-35°. Het hellend scheprad vereiste een specifieke constructie van het metselwerk.
In 1776 waren er 15 molens met een hellend scheprad. Tot 1820 zijn er met het hellend scheprad nog verschillende proeven gedaan, het laatst in de Molenpolder, gelegen in het Land van Maas en Waal, maar het gebruik van het hellend scheprad is nooit echt doorgebroken.
In twee molenrestanten van de Bleiswijkse droogmakerij zijn nog overblijfselen van het metselwerk van het hellend scheprad aanwezig.